# Moerasschallebijter
De moerasschallebijter of getraliede schallebijter (Carabus clatratus) is een kever uit de familie van de loopkevers (Carabidae). De soortaanduiding clatratus is een Latijns bijvoeglijk naamwoord en betekent "van tralies voorzien" of "getralied."

## Beschrijving
De kleur is koperbruin, met een groenblauwe metaal-achtige glans over het hele lichaam. De loopkever bereikt een lengte van 20 tot 35 millimeter en is te herkennen aan het patroon van 5 kam-achtige plooien op de dekschilden, met tussen iedere kam een lengterij grove putten. De kleur van deze putten neigt meer naar bruin of rood. De poten en tasters zijn slank, de dekschilden zijn ovaal, het halsschild is vrij breed.

## Voorkomen
De moerasschallebijter is niet algemeen in Nederland, en komt vooral voor op vochtige plaatsen als grasland, natte heide en veengebieden. Het voedsel bestaat uit slakken, insecten en andere ongewervelden, maar ook wel aas. De wormachtige maar behaarde larve is meer carnivoor.
Deze soort werd aangetroffen op het veenlijk van de Man van Exloërmond, wat erop duidde dat de kever, die actief is van april tot augustus, gedurende deze tijd het aas gevonden moet hebben. In combinatie met het aantreffen van bepaalde zaden in de maag is hierdoor meer bekend geworden over de omstandigheden omtrent de dood van de man.